# Municipio de Calmar
El municipio de Calmar (en inglés: Calmar Township) es un municipio ubicado en el condado de Winneshiek en el estado estadounidense de Iowa. En el año 2010 tenía una población de 1899 habitantes y una densidad poblacional de 20,49 personas por km².

## Geografía
El municipio de Calmar se encuentra ubicado en las coordenadas 43°12′40″N 91°55′41″O / 43.21111, -91.92806. Según la Oficina del Censo de los Estados Unidos, el municipio tiene una superficie total de 92.66 km², de la cual 92,51 km² corresponden a tierra firme y (0,15 %) 0,14 km² es agua.

## Demografía
Según el censo de 2010, había 1899 personas residiendo en el municipio de Calmar. La densidad de población era de 20,49 hab./km². De los 1899 habitantes, el municipio de Calmar estaba compuesto por el 97,05 % blancos, el 0,21 % eran afroamericanos, el 0,11 % eran amerindios, el 0,05 % eran asiáticos, el 1,9 % eran de otras razas y el 0,68 % eran de una mezcla de razas. Del total de la población el 3,26 % eran hispanos o latinos de cualquier raza.